# Gylfadóttir
Gylfadóttir ist ein isländischer Name.

## Bedeutung
Der Name ist ein Patronym und bedeutet Tochter des Gylfi. Die männliche Entsprechung ist Gylfason.

## Namensträgerinnen
- Andrea Gylfadóttir, auch Andrea Gylfa, isländische Sängerin, Songwriterin und Schauspielerin
- Dagmar Íris Gylfadóttir, Miss Scandinavia des Jahres 1998
- Sigrún Gylfadóttir (* 1962), isländische Schauspielerin
- Þórdís Kolbrún R. Gylfadóttir (* 1987), isländische Juristin und Politikerin